# Rupert Everett
Robert James Hector Everett (Burnham Deepdale, Norfolk; 29 de mayo de 1959), conocido como Rupert Everett, es un actor de cine y teatro, productor y escritor británico.

## Biografía
Everett nació en Burnham Deepdale, Norfolk, hijo del comandante Anthony Michael Everett (1921–2009), quien trabajó en negocios y sirvió en el ejército británico, y su esposa Sara (nacida MacLean). Tiene un hermano, Simon Anthony Cunningham Everett (nacido en 1956). Su abuelo materno, el vicealmirante Sir Hector Charles Donald MacLean, era un sobrino del militar escocés Hector Lachlan Stewart MacLean, quien recibió la Cruz de Victoria.
Su abuela materna, Opre Vyvyan, era descendiente de los barones Vyvyan de Trelowarren y del alemán Freiherr (Barón) von Schmiedern. Es de ascendencia inglesa, irlandesa, escocesa, alemana y holandesa. Everett fue criado y educado en la fe católica.
Ha comentado abiertamente su homosexualidad y que incluso en una etapa de su vida tuvo que prostituirse para pagar sus estudios.
Estudió dos años en la Royal Shakespeare Company, y luego integró la compañía teatral Citizen Company of Glasgow.
Entre 1982 y 1988, Everett mantuvo una relación con la presentadora de televisión Paula Yates (1959-2000), quien fue esposa del músico Bob Geldof entre 1976 y 1995. En la actualidad se declara abiertamente homosexual.
Entre 2006 y 2010, Everett vivió en Nueva York (Estados Unidos), pero volvió a Londres debido a la mala salud de su padre.
En 2008 Everett dijo que se compraría una casa en Templin (Alemania).
En 2008, Everett compró una casa en el distrito de Belgravia, en el oeste de Londres.

## Carrera
Captó la atención del público en 1984 cuando interpretó a un joven estudiante abiertamente homosexual en la película Otro país, tras haber protagonizado el mismo papel en la obra teatral en 1981. Desde ahí ha aparecido en diferentes películas en el rol de homosexual como La boda de mi mejor amigo de 1997 (en un elenco encabezado por Julia Roberts y Cameron Diaz) y The Next Best Thing (Algo casi perfecto, 2000), donde compartió protagonismo con Madonna.
Su historial incluye otros filmes tan recordados como la oscarizada comedia romántica Shakespeare in Love, la adaptación Crónica de una muerte anunciada de Francesco Rosi, El placer de los extraños de Paul Schrader y una de las entregas de Las crónicas de Narnia. También fue la voz del Príncipe Encantador en Shrek 2.
Es amigo de Madonna y participó en su versión de la canción «American Pie» y le hizo los coros en «Wonderland», canción que fue la cabecera de una serie con el mismo nombre, emitida en Estados Unidos.
En 2009 debutó en Broadway (Nueva York) con la obra Espíritu burlón (de Noel Coward), con Angela Lansbury.
En marzo del 2015 se anunció que Rupert se había unido al elenco principal de la tercera temporada de la serie The Musketeers donde dio vida a Philippe Achille, el Marqués de Feron y hermano ilegítimo del Rey Louis XVIII (Ryan Gage), que gobierna como un gobernador corrupto en París, hasta el sexto episodio de la tercera temporada después de que su personaje fuera asesinado por el criminal Lucien Grimaud para prevenir que Philippe le advirtiera a Aramis y al rey Luis que iban a atacarlos.

## Filmografía

### Cine y televisión
- 1981: The Manhood of Edward Robinson.
- 1982: A Shocking Accident.
- 1982: Strangers.
- 1982: Play for Today.
- 1982: The Agatha Christie Hour.
- 1983: Dead on Time.
- 1983: Princess Daisy.
- 1984: Real Life.
- 1984: The Far Pavillions.
- 1984: Another Country.
- 1985: Arthur the King.
- 1985: Dance with a Stranger.
- 1986: Duet for One.
- 1987: Hearts of Fire.
- 1987: Crónica de una muerte anunciada.
- 1987: Gli occhiali d'oro.
- 1987: The Right Hand Man.
- 1989: Tolerance.
- 1990: The Wall: Live in Berlin.
- 1990: El placer de los extraños.
- 1990: Inside Monkey Zetterland.
- 1994: Shooting Angels.
- 1994: Remembrance of Things Fast: True Stories Visual Lies.
- 1994: Dellamorte Dellamore.
- 1994: Prêt-à-Porter.
- 1994: La locura del rey Jorge.
- 1996: Las travesuras de Dunston.
- 1997: La boda de mi mejor amigo.
- 1998: B. Monkey.
- 1998: Shakespeare in Love.
- 1999: Un marido ideal.
- 1999: El sueño de una noche de verano.
- 1999: Inspector Gadget.
- 2000: Algo casi perfecto.
- 2001: South Kensington.
- 2002: La importancia de llamarse Ernesto.
- 2002: Unconditional Love.
- 2002: The Wild Thornberries Movie.
- 2003: Mr. Ambassador.
- 2003: To Kill a King.
- 2003: Dangerous Liaisons.
- 2003: Stage Beauty.
- 2004: Sherlock Holmes y el caso de la media de seda .
- 2004: People.
- 2004: Shrek 2.
- 2004: A Different Loyalty.
- 2005: Separate Lies.
- 2005: Boston Legal.
- 2005: The Chronicles of Narnia: The Lion, the Witch and the Wardrobe.
- 2006: And Quiet Flows the Don (miniserie).
- 2007: Shrek tercero.
- 2007: Stardust.
- 2007: St. Trinian's.
- 2010: Warbad.
- 2010: Wild Target (2010).
- 2010: Dino Crisis: la leyenda del rey.
- 2010: St. Trinian's 2 - The legend of Fritton's Gold.
- 2012: Hysteria.
- 2012-2013: Parade's End
- 2015: Finding Altamira
- 2015: A Royal Night Out
- 2016: The Musketeers (serie)
- 2016: El hogar de Miss Peregrine para niños peculiares
- 2018 Dirige, interpreta y escribe el guion de "La importancia de llamarse Oscar Wilde" (The Happy Prince)
- 2022: My Policeman.
- 2023: Napoleón de Ridley Scott (Duque de Wellington)
- 2023: Funny Woman. Serie

## Premios
Premios del Sindicato de Actores
| Año  | Categoría     | Película            | Resultado |
| ---- | ------------- | ------------------- | --------- |
| 1998 | Mejor reparto | Shakespeare in Love | Ganador   |